# 4. Tony-gála
A 4. Tony-gála az 1949/1950-es szezon legjobb Broadway színházi alakításait értékelte. A díjátadót 1950. április 9-én tartották a New York-i Waldorf-Astoria Hotelben, a műsor házigazdája Humphrey Bogart volt. A ceremóniát a WOR és Mutual Network rádióadó közvetítette élőben.

## Győztesek

### Produkciók
| Kategória               | Győztes                                                                             |
| ----------------------- | ----------------------------------------------------------------------------------- |
| Legjobb színdarab       | Koktél hatkor - T. S. Eliot, Gilbert Miller                                         |
| Legjobb musical         | South Pacific - Richard Rodgers, Oscar Hammerstein II, Joshua Logan, Leland Hayward |
| Legjobb musicalproducer | South Pacific - Leland Hayward, Oscar Hammerstein II, Joshua Logan, Richard Rodgers |

### Színészek
| Kategória                               | Győztes                                     |
| --------------------------------------- | ------------------------------------------- |
| Legjobb férfi főszereplő színdarabban   | Sidney Blackmer - Térj vissza, kicsi Sheba! |
| Legjobb női főszereplő színdarabban     | Shirley Booth - Térj vissza, kicsi Sheba!   |
| Legjobb férfi főszereplő musicalben     | Ezio Pinza - South Pacific                  |
| Legjobb női főszereplő musicalben       | Mary Martin - South Pacific                 |
| Legjobb férfi mellékszereplő musicalben | Myron McCormick - South Pacific             |
| Legjobb női mellékszereplő musicalben   | Juanita Hall - South Pacific                |

### Készítők
| Kategória                           | Győztes                                            |
| ----------------------------------- | -------------------------------------------------- |
| Legjobb rendező                     | Joshua Logan - South Pacific                       |
| Legjobb koreográfia                 | Helen Tamiris - Touch and Go                       |
| Legjobb szövegkönyv musicalben      | Oscar Hammerstein II, Joshua Logan - South Pacific |
| Legjobb eredeti zene                | Richard Rodgers - South Pacific                    |
| Legjobb jelmeztervezés              | Aline Bernstein - Regina                           |
| Legjobb díszlettervezés             | Jo Mielziner - The Innocents                       |
| Legjobb karmester és zenei igazgató | Maurice Abravanel - Regina                         |

### Különdíjak
- Maurice Evans
- Philip Faversham
- Brock Pemberton (posztumusz)
- Joe Lynn (Miss Liberty)

## Előadók
- Yvonne Adair
- Rod Alexander
- John Conte
- Richard Eastham
- Adolph Green
- Georges Guétary
- Bambi Linn
- Allyn McLerie
- Lucy Monroe
- Danny Scholl
- Herb Shriner
- William Tabbert
- William Warfield
- Lou Wills Jr.
- Julie Wilson
- Martha Wright

## Fordítás
- Ez a szócikk részben vagy egészben  a(z)   4th Tony Awards című angol Wikipédia-szócikk fordításán alapul.  Az eredeti cikk szerkesztőit annak laptörténete sorolja fel. Ez a jelzés csupán a megfogalmazás eredetét és a szerzői jogokat jelzi, nem szolgál a cikkben szereplő információk forrásmegjelöléseként.